# Икономика на кредитите
Икономика на кредитите е икономика в компютърните игри , където на играчите се дава определен кредит при стартиране на игра , който те трябва да използват по избираеми от тях начини, за да напредват през нивата, като понякога някои постижения в играта им дават допълнителни „средства“ или „нов кредит“.
Кредитна икономика е икономическата теория и практика на кредитопредлагане, боравене с кредити като част от ежедневния икономически живот и съвременна финансова система .